# White Lightning (chanson de George Jones)
Singles de George Jones
If I Don't Love You (Grits Ain't Groceries)
(1958) Who Shot Sam
(1959)
White Lightning est le titre d'une chanson écrite par l'artiste de rockabilly J. P. Richardson, plus connu sous son nom de scène, The Big Bopper. La chanson a été enregistrée par l'artiste américain de musique country George Jones et publiée en single le 9 février 1959. Le 13 avril 1959, la version de Jones lui a permis d'atteindre la première position du hit-parade country américain pour la première fois de sa carrière. La chanson a depuis été reprise par de nombreux artistes comme Gene Vincent et Eddie Cochran en duo. Dans un texte assez drôle et plein de stéréotypes des péquenauds américains (hillbillies), le narrateur raconte l'histoire de son père, recherché par les forces d'ordre parce qu'il produit une eau de vie de maïs puissante (dit "white lightning") avec un alambic caché dans le bois.

## Enregistrement
Dans son autobiographie de 1997, I Lived To Tell It All, Jones raconte que l'enregistrement de "White Lightning" a pris beaucoup de temps et explique pourquoi. Jones est arrivé à la session d'enregistrement après avoir absorbé une forte quantité d'alcool et il a fallu près de 80 prises avant que son chant ne satisfasse le producteur. Pour ne rien arranger, Buddy Killen, qui joue de la contrebasse sur la chanson, a semble-t-il eu les doigts très abimés après avoir dû jouer 80 fois le morceau. Killen a non seulement menacé d'abandonner la session, mais également de frapper Jones pour lui faire payer les conséquences de son abus de boisson.

## Succès
La version de Jones de "White Lightning" a ensuite été publiée en single, et a atteint la première place du hit-parade country américain en avril 1959, deux mois après que son auteur, l'artiste de rockabilly J. P. Richardson, ait trouvé la mort dans le célèbre écrasement d'avion qui a aussi emporté les artistes de rockabilly Buddy Holly et Ritchie Valens.

## Position dans les hits-parades
| Chart (1959)                 | Position |
| ---------------------------- | -------- |
| U.S. Billboard Hot C&W Sides | 1        |
| U.S. Billboard Hot 100       | 73       |